# ダンシング (自転車競技)
ダンシングとは、自転車競技においてサドルから腰を浮かせてペダルを漕ぐ「立ち漕ぎ」を意味する和製英語である。
英語では、立ち漕ぎすることを通常"(pedaling or riding) out of the saddle", "standing on pedals", "standing pedaling"などという。
サドルに座って漕ぐ方法を指す用語として日本で使われるシッティングに関しては英語でも"sitting"と言い方が使われる(その他、"in the saddle", "seated" などという言い方も一般的である)。